# Neolucia hobartensis
Neolucia hobartensis is een vlinder uit de familie van de Lycaenidae. De wetenschappelijke naam van de soort is voor het eerst geldig gepubliceerd in 1890 door William Henry Miskin.